# 서울 진관사 소 삼존불상
진관사 소 삼존불상(津寬寺 塑 三尊佛像)은 서울특별시 은평구, 진관사에 있는 조선시대의 불상이다. 2002년 3월 15일 서울특별시의 유형문화재 제143호 진관사 나한전 소조석가삼존불상(津寬寺 羅漢殿 塑造釋迦三尊佛像)로 지정되었다가, 2009년 6월 4일 진관사 소 삼존불상(석가불,미륵보살,제화갈라보살)(津寬寺 塑 三尊佛像(釋迦佛, 彌勒菩薩,提和竭羅菩薩))으로 문화재 지정명칭이 변경되었다.

## 개요
이 불상은 소조(塑造)의 석가삼존불상(釋迦三尊佛像)으로 현재 진관사(津寬寺) 나한전(羅漢殿)의 본존상(本尊像)으로 봉안되어 있다. 중앙의 석가여래좌상(釋迦如來坐像)을 중심으로 두 보살상(菩薩像)이 시립(侍立)하고 있는데, 현재 복장(腹藏)이 개봉되지 않았고 개금(改金) 또한 두터워 정확한 연대를 알기 어려우나 삼존불(三尊佛)의 머리표현과 얼굴 형태, 法衣의 주름 등 전체적인 양식적 특징으로 볼 때 16세기 후반～17세기 전반경의 양식을 보여주는 작품이다.
세 불상은 모두 소조불(塑造佛)로 조성되었는데, 손 부분은 후에 나무로 만들어 새로 끼웠다. 본존(本尊)은 상체가 약간 긴듯한 체구이지만 사각형에 가까운 얼굴과 좁지 않은 어깨로 인하여 다소 건장한 느낌을 준다. 이목구비가 단정하게 표현된 얼굴, 활형의 눈썹과 이와 연결된 우뚝한 콧등 등에서 16세기 말～17세기 초반 불상의 특징이 잘 나타나 있다. 머리는 누발(螺髮)로서 육계(肉髻)가 아주 낮게 표현되었는데, 정상계주(頂上髻珠)와 중간계주(中間髻珠)가 거의 붙을 정도로 가깝게 보인다. 법의(法衣)는 통견(通肩)으로 가슴 가운데에는 수평으로 裙衣가 표현되었으며 오른쪽 어깨를 감싸고 흘러내린 옷자락은 오른쪽 겨드랑이를 돌아 왼쪽 겨드랑이 밑으로 끼워져 있는데 온 몸을 감싼 Ω형의 굵은 주름의 옷자락이 유려하게 흘러내리고 있다.
좌우의 협시보살(脇侍菩薩) 역시 본존(本尊)과 유사한 양식을 보여주고 있는데 좌우 수인(手印)을 서로 대칭적으로 표현하여 균형을 맞추고 있다. 머리에는 화려하고 정교한 보관(寶冠)을 쓰고 있으며 굵으면서도 단순한 옷주름과 다소 긴 듯한 상체 표현 등이 본존불(本尊佛)과 닮아 있다. 본존(本尊)에 비하여 무릎의 폭이 낮고 시선을 다소 아래로 향하고 있는 점이 차이점이라고 하겠다.
이 삼존불상은 규모는 그리 크지 않으나 서울 인근 지역에 있는 조선 후기 불상 중에서 비교적 연대도 빠르고 삼존상(三尊像)이 모두 다 갖추어져 있다는 점에서 주목된다. 또한 근년에 개금(改金)을 했지만 원래의 상태가 잘 보존되어 있고, 특히 보살상의 보관 역시 흐트러짐이나 결손(缺損)된 부분 없이 보존상태가 양호하다.

## 지정 내역
| 지정종별 - 번호       | 그림 | 문화재명                  | 크기                                                                        |
| --------------------- | ---- | ------------------------- | --------------------------------------------------------------------------- |
| 유형문화재 제 143-1호 |      | 석가여래좌상 釋迦如來坐像 | 總高 67cm, 膝幅 42cm, 膝高 14cm, 顔高 12cm, 肩幅 28cm                       |
| 유형문화재 제 143-2호 |      | 우협시보살상 左脇侍菩薩像 | 總高 67cm, 膝幅 36cm, 膝高 11cm, 顔高 18cm, 肩幅 24cm, 冠高 14cm, 冠幅 27cm |
| 유형문화재 제 143-3호 |      | 좌협시보살상 右脇侍菩薩像 | 總高 66cm, 膝幅 36cm, 膝高 11cm, 顔高 18cm, 肩幅 24cm, 冠高 14cm, 冠幅 27cm |

## 참고 자료
- 진관사 소 삼존불상(석가불,미륵보살,제화갈라보살) - 국가유산청 국가유산포털